# Bertalan Papp
Bertalan Papp né le 7 septembre 1913 à Tiszacsege et mort le 8 août 1992 à Budapest, est un escrimeur et maître d'armes hongrois. Il a gagné deux médailles d'or par équipe (sabre) aux Jeux olympiques, l'une aux Jeux olympiques d'été de 1948 et l'autre aux Jeux olympiques d'été de 1952.

## Palmarès
- Jeux olympiques:
  -  médaille d'or par équipe aux Jeux olympiques de Londres en 1948
  -  médaille d'or par équipe aux Jeux olympiques d'Helsinki en 1952[1]
- Championnats de Hongrie
  - Champion de Hongrie au sabre à l'individuel en 1947
  - Champion de Hongrie au sabre par équipes en 1944, 1946, 1948, 1949 et 1951.